# Sara Eriksson (Ringerin)
Sara Eriksson (* 23. Januar 1974 in Luleå) ist eine ehemalige schwedische Ringerin.
Die in Töre in Nordschweden aufgewachsene Eriksson rang später beim OIS Göteborg. Sie gehörte bereits als 17-Jährige zur Weltklasse und gewann mit 20 Jahren ihre erste Weltmeisterschaftsmedaille. 1995 und 1996 wurde Eriksson jeweils Weltmeisterin in der Klasse bis 57 kg, 1996 siegte sie auch bei der Europameisterschaft. Den Europameistertitel gewann sie auch in den Jahren 2000 und 2002. Bei Weltmeisterschaften gewann sie nach ihren beiden Titeln noch drei Medaillen. Zuletzt belegte sie 2002 den zweiten Platz hinter Kaori Ichō. Als 2004 zum ersten Mal ein olympisches Ringerturnier für Frauen ausgetragen wurde, war Eriksson zwar am Start, schied aber frühzeitig aus und belegte nur den zehnten Platz. Für ihre Verdienste um den Ringersport wurde sie im September 2014 in die FILA International Wrestling Hall of Fame aufgenommen.

## Erfolge
- 1991, 5. Platz, WM in Tokio, bis 53 kg, hinter Xia Zhang, China, Yoshiko Endo, Japan, Wenddy Yzaguirre Gonzalez, Venezuela und Ljudmila Popowa, UdSSR
- 1992, 6. Platz, WM in Villeurbanne, bis 57 kg, hinter Riyoko Sakae, Japan, Marine Roy, Frankreich, Line Johansen, Norwegen, Olga Lugo Guardia, Venezuela und Natalja Winogradowa, Russland
- 1993, 5. Platz, WM in Stavern, bis 57 kg, hinter Gudrun Höie, Norwegen, Olga Lugo Guardia, Huang Ai-chun, Taiwan und Natalja Winogradowa
- 1994, 3. Platz, WM in Sofia, bis 57 kg, hinter Line Johansen und Zohya Dahmani, Frankreich
- 1995, 1. Platz, WM in Moskau, bis 57 kg, vor Lene Aanes, Norwegen und Anna Gomis, Frankreich
- 1996, 1. Platz, EM in Oslo, bis 57 kg, vor Lene Aanes und Natalja Iwanowa, Russland
- 1996, 1. Platz, WM in Sofia, bis 57 kg, vor Jackie Beruba, USA und Lene Aanes
- 1997, 3. Platz, EM in Warschau, bis 56 kg, hinter Anna Gomis und Lene Aanes
- 1997, 3. Platz, WM in Clermont-Ferrand, bis 56 kg, hinter Anna Gomis und Mariko Shimizu, Japan
- 1998, 2. Platz, EM in Bratislava, bis 56 kg, hinter Anna Gomis und vor Diletta Giampiccolo, Italien
- 1998, 3. Platz, WM in Posen, bis 56 kg, hinter Gudrun Höie und Anna Gomis
- 1999, 2. Platz, EM in Götzis, bis 56 kg, hinter Anna Gomis und vor Tetjana Lasarewa, Ukraine
- 1999, 9. Platz, WM in Boden, Hildursborg, bis 56 kg, u. a. hinter Anna Gomis, Mariko Shimizu und Gudrun Höie
- 2000, 1. Platz, EM in Budapest, bis 56 kg, vor Natalja Iwaschko, Russland und Anna Gomis
- 2000, 6. Platz, WM in Sofia, bis 56 kg, hinter Seiko Yamamoto, Japan, Tatjana Lasarewa, Jennifer Ryz, Kanada, Salma Ferchichi, Tunesien und Mabel Ramirez Fonseca, Puerto Rico
- 2001, 5. Platz, EM in Budapest, bis 62 kg, hinter Malgorzata Bassa-Roguska, Polen, Natalja Iwanowa, Lene Aanes und Nikola Hartmann-Dünser, Österreich
- 2001, 5. Platz, WM in Sofia, bis 56 kg, hinter Seiko Yamamoto, Ljubow Wolossowa, Russland, Tatjan Lasarewa und Na-Lae Lee, Südkorea
- 2002, 1. Platz, EM in Seinäjoki, bis 59 kg, vor Monika Ewa Michalik, Polen und Christina Örtli, Deutschland
- 2002, 2. Platz, WM in Chalkida, bis 63 kg, hinter Kaori Ichō, Japan und vor Lene Aanes
- 2003, 3. Platz, EM in Riga, bis 63 kg, hinter Lene Aanes und Nikola Hartmann-Dünser
- 2003, 15. Platz, WM in New York, bis 63 kg, u. a. hinter Kaori Ichō, Sara McMann, USA und Viola Yanik, Kanada
- 2004, 3. Platz, EM in Haparanda, bis 63 kg, hinter Aljona Kartaschowa, Russland und Stéphanie Groß, Deutschland
- 2004, 10. Platz, OS in Athen, bis 63 kg, u. a. hinter Kaori Ichō, Sara McMann und Lise Legrand, Frankreich